# Eric Caldow
Eric Caldow (Cumnock, 14 maggio 1934 – Glasgow, 4 marzo 2019) è stato un calciatore scozzese, di ruolo difensore.

## Palmarès

### Giocatore

#### Competizioni nazionali
- Campionato scozzese: 6

Rangers: 1955-1956, 1956-1957, 1958-1959, 1960-1961, 1962-1963, 1963-1964
- Coppa di Scozia: 5

Rangers: 1959-1960, 1961-1962, 1962-1963, 1963-1964, 1965-1966
- Coppa di Lega scozzese: 4

Rangers: 1960-1961, 1961-1962, 1963-1964, 1964-1965